# Судомская возвышенность
Судо́мская возвы́шенность — возвышенность в средней части Псковской области, в междуречье Великой, Сороти, Шелони и Черёхи. 
Имеет овальную форму вытянутую с северо-востока на юго-запад и диаметром 35-40 км. Площадь — 1200 км². Максимальная высота составляет 293 м (гора Судома).
На Судомской возвышенности берут своё начало реки: Судома и Уза, впадающие в Шелонь.

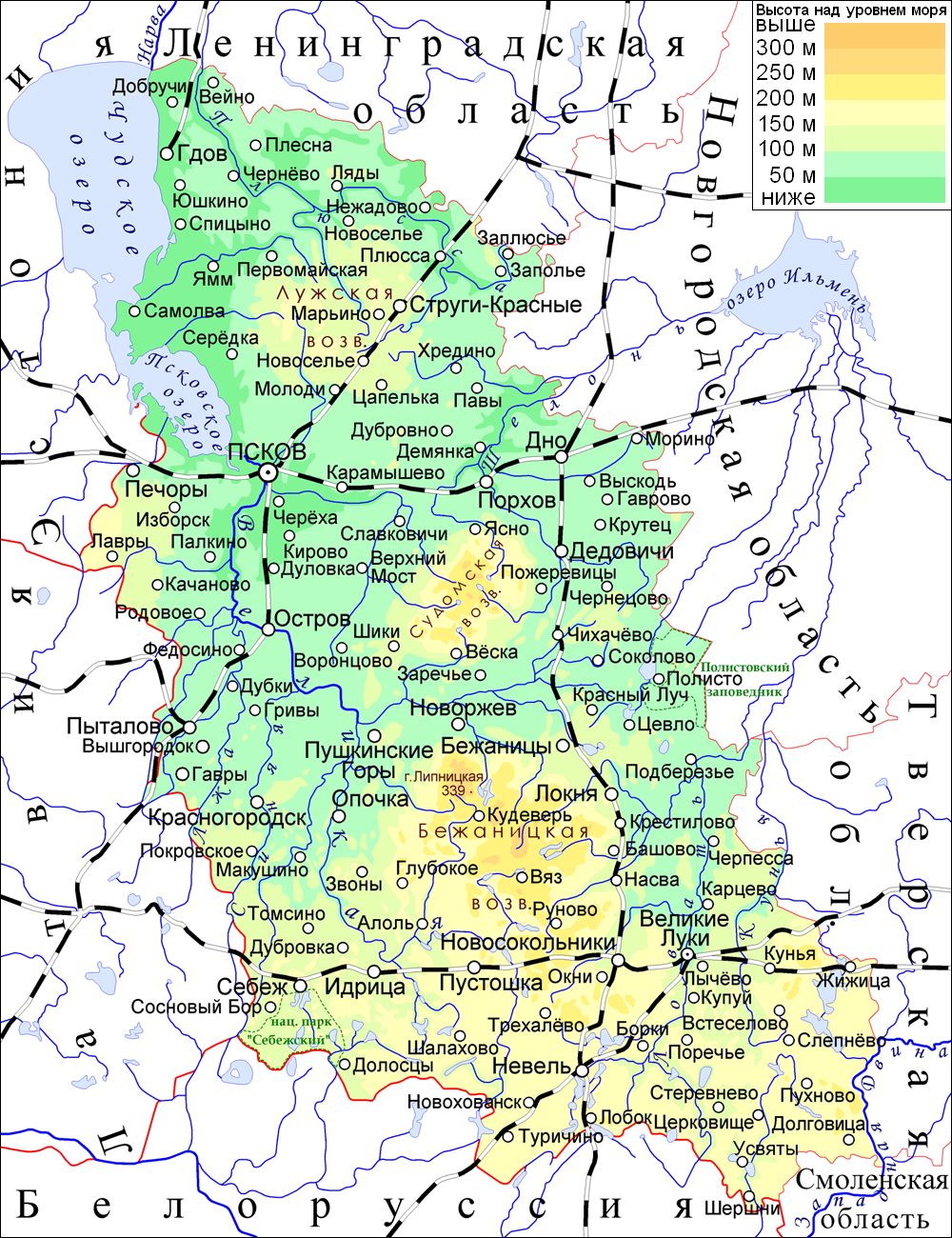
Физическая карта Псковской области